# Fitoferrytyna
Fitoferrytyna – kompleks żelaza z białkiem, nietoksyczna zapasowa forma żelaza w komórce roślinnej. Występuje bezpostaciowo lub w formie krystalicznej. Fitoferrytyna występuje głównie w proplastydach i etioplastach.